# Chloroclystis macroaedeagus
Chloroclystis macroaedeagus är en fjärilsart som beskrevs av Holloway 1979. Chloroclystis macroaedeagus ingår i släktet Chloroclystis och familjen mätare. Inga underarter finns listade i Catalogue of Life.